# Lapitch
Pour film d'animation, voir Lapitch, le petit cordonnier.
Pour série télévisée d'animation, voir Lapitch, le petit cordonnier (série télévisée d'animation).
Lapitch (šegrt Hlapić en croate) est un personnage de fiction, d'abord humain puis souris, apparu en 1913 dans le roman croate pour la jeunesse d'Ivana Brlić-Mažuranić : Čudnovate zgode i nezgode šegrta Hlapića (littéralement : Les étranges aventures et mésaventures de Hlapić, l'apprenti).
Dans ce roman, un jeune garçon du nom de Lapitch apprend le métier de cordonnier avec les Scowler. À la suite d'une erreur de taille de chaussures pour laquelle M. Scowler le blâme toujours, le jeune cordonnier leur écrit une lettre et s'en va. Rejoint plus tard par Boundash, le chien des Scowler, il va s'embarquer pour une magnifique aventure. Durant son périple, il rencontre Lisa, une jeune fille, star du cirque, et défie « L'Homme Noir », chef d'une bande de cruels voleurs.
Lapitch devient célèbre dès que le roman paraît dans les librairies croates. L'année 1991 marque un grand tournant pour le personnage car c'est l'année où commence la production du dessin animé adapté du roman d'Ivana Brlić-Mažuranić : Lapitch, le petit cordonnier, qui sort en 1997 et dans lequel les personnages sont des animaux. Lapitch quitte alors son apparence humaine du roman pour devenir dans le dessin animé une souris courageuse, brave et romantique.

## Apparence
Lapitch est une souris mâle. Il est sans doute âgé d'une dizaine d'années. Il porte un béret marron sur la tête et est vêtu d'un tee-shirt rouge et d'un pantalon vert. Il est chaussé de bottes noires magiques qui lui permettent de voler dans les airs.

## Adaptations au cinéma et à la télévision
- 1997 : Lapitch, le petit cordonnier, film
- 2000-2003 : Lapitch, le petit cordonnier, série télévisée d'animation